# گردیاکینو
گردیاکینو (انگلیسی: Gredyakino) یک شهرک در بخش کراسنوگفاردیسکی استان بلگورود کشور روسیه است.